# シロトキコウ
シロトキコウ（学名 : Mycteria cinerea）は、コウノトリ目コウノトリ科トキコウ属に分類される鳥類。

## 分布
インドネシア（ジャワ島、スマトラ島）、カンボジア、マレーシア（マレー半島）

## 形態
全長97cm。全身は白い羽毛で被われる。尾羽の色彩は緑色の光沢がある黒。初列雨覆や初列風切の色彩も緑色の光沢がある黒。
頭部には羽毛がなく、黄褐色の皮膚が露出する。嘴峰長22cm。嘴や後肢の色彩は灰色。
繁殖羽は頭部の露出部が赤い。嘴の色彩は黄色で、後肢の色彩は赤い。
幼鳥は頭から背中にかけてが灰褐色で、腰だけ白い。

## 生態
湿原、干潟、マングローブ林などに生息する。インドトキコウと混群を形成することもある。主な習性はインドトキコウと似ている。
食性は動物食で、魚類、甲殻類、両生類、爬虫類、貝類などを食べる。
繁殖形態は卵生。集団繁殖地（コロニー）を形成する。マングローブ林の樹上に木の枝や葉を組み合わせた巣を作る。1腹3個の卵を産む。

## 人間との関係
開発による生息地の破壊、狩猟などにより生息数は減少している。スマトラ島での1980年代における生息数は5,000羽と推定され、カンボジアでの1990年代における生息数は15羽が確認されている。